# Ian Millar
Ian Millar, né le 6 janvier 1947, à Halifax, en Nouvelle-Écosse (Canada), est un cavalier canadien, champion du Monde et vice-champion olympique de saut d'obstacles. En raison de la longévité de sa carrière sportive, il est surnommé Captain Canada. Il détient le record de participations au plus grand nombre de Jeux d'été : dix, de 1972 à 2012. 

## Biographie
Sélectionné pour les Jeux olympiques d'été de 1980, le boycott de la commission canadienne pour les Jeux olympiques de 1980 empêche sa participation. Cependant, il y totalise en tout dix participations échelonnées entre 1972 et 2012.
Il est à neuf reprises vainqueur du championnat canadien de saut d'obstacles, et gagne six fois le derby de Spruce Meadows de Calgary.
Avec son cheval Big Ben (1976-1999), Millar a remporté plus de 40 titres, dans le monde entier et particulièrement finale de la Coupe du monde de saut d'obstacles en 1988 et 1989.
Avec ses compatriotes Jill Henselwood, Eric Lamaze, et Mac Cone, et sur son cheval, In Style, il remporte à 61 ans, sa première médaille olympique en 2008.
Sa longévité dans le milieu de équitation lui vaut d'être surnommé Captain Canada.
Il bat le record de participation de Hubert Raudaschl lors des Jeux olympiques d'été de 2012, à Londres.
Il entraîne des cavaliers et il exploite la Millar Brooke Farm, située à Perth, en Ontario.
En 1986, Ian Millar est devenu membre de l’ordre du Canada.
Ian Millar et son cheval, Big Ben, ont été intronisés au Temple de la renommée des sports du Canada en 1996.

## Palmarès

### Jeux olympiques d'été
- Jeux olympiques d'été de 1972, à Munich
  - Saut d'obstacles par équipes, 6e
- Jeux olympiques d'été de 1976, à Montréal
  - Saut d'obstacles par équipes, 5e
- Jeux olympiques d'été de 1984, à Los Angeles
  - Saut d'obstacles individuel, 14e
  - Saut d'obstacles par équipes, 4e
- Jeux olympiques d'été de 1988, à Séoul
  - Saut d'obstacles individuel, 15e
  - Saut d'obstacles par équipes, 4e
- Jeux olympiques d'été de 1992, à Barcelone
  - Saut d'obstacles individuel, 54e
  - Saut d'obstacles par équipes, 9e
- Jeux olympiques d'été de 1996, à Atlanta
  - Saut d'obstacles individuel, 46e
  - Saut d'obstacles par équipes, 16e
- Jeux olympiques d'été de 2000, à Sydney
  - Saut d'obstacles individuel, 13e
  - Saut d'obstacles par équipes, 9e
- Jeux olympiques d'été de 2004, à Athènes
  - Saut d'obstacles individuel, 22e
- Jeux olympiques d'été de 2008, à Pékin
  - Saut d'obstacles individuel, 23e
  - Saut d'obstacles par équipes,  Médaille d'argent
- Jeux olympiques d'été de 2012, à Londres
  - Saut d'obstacles individuel, 9e
  - Saut d'obstacles par équipes, 5e

### Jeux panaméricains 1987
Lors des Jeux panaméricains, en août 1987, Ian Millar est devenu le deuxième Canadien à remporter une médaille d'or en individuel.

### Derby de Spruce Meadows
Il a remporté sept fois le derby de Spruce Meadows de Calgary, sur In Style.